# Chiesa di Sant'Ambrogio (Linate)
La chiesa di Sant'Ambrogio è la parrocchiale di Linate, frazione di Peschiera Borromeo, in città metropolitana ed arcidiocesi di Milano. Inoltre, fa parte del decanato di Peschiera Borromeo.

## Storia
Eretta nel XVI secolo, la parrocchia di Linate faceva originariamente parte della regione forense di Mezzate. Si apprende che nel 1779 la parrocchia di Linate contava 458 fedeli. La vecchia chiesa fu dismessa all'inizio del Novecento e trasformata in abitazione privata in seguito alla costruzione dell'attuale, avvenuta nel 1912. Nel 1938 la chiesa divenne prepositurale, in quanto era divenuta sede del vicariato foraneo. Nel 1969, in seguito alla soppressione del già citato vicariato, la chiesa entrò a far parte della Porta Urbana I di Milano, alla quale rimase aggregata sino al 1972, anno in cui diventò parte integrante del decanato di San Donato Milanese. 
Successivamente venne aggregata al decanato di Peschiera Borromeo.